# 16식 기동전투차
16식 기동전투차는 육상자위대가 운용하는 장갑차로, MCV로도 불린다 

## 같이 보기
- 스트라이커 장갑차
- CM-32 장갑차
- 11식 장갑차